# Greg Mathis

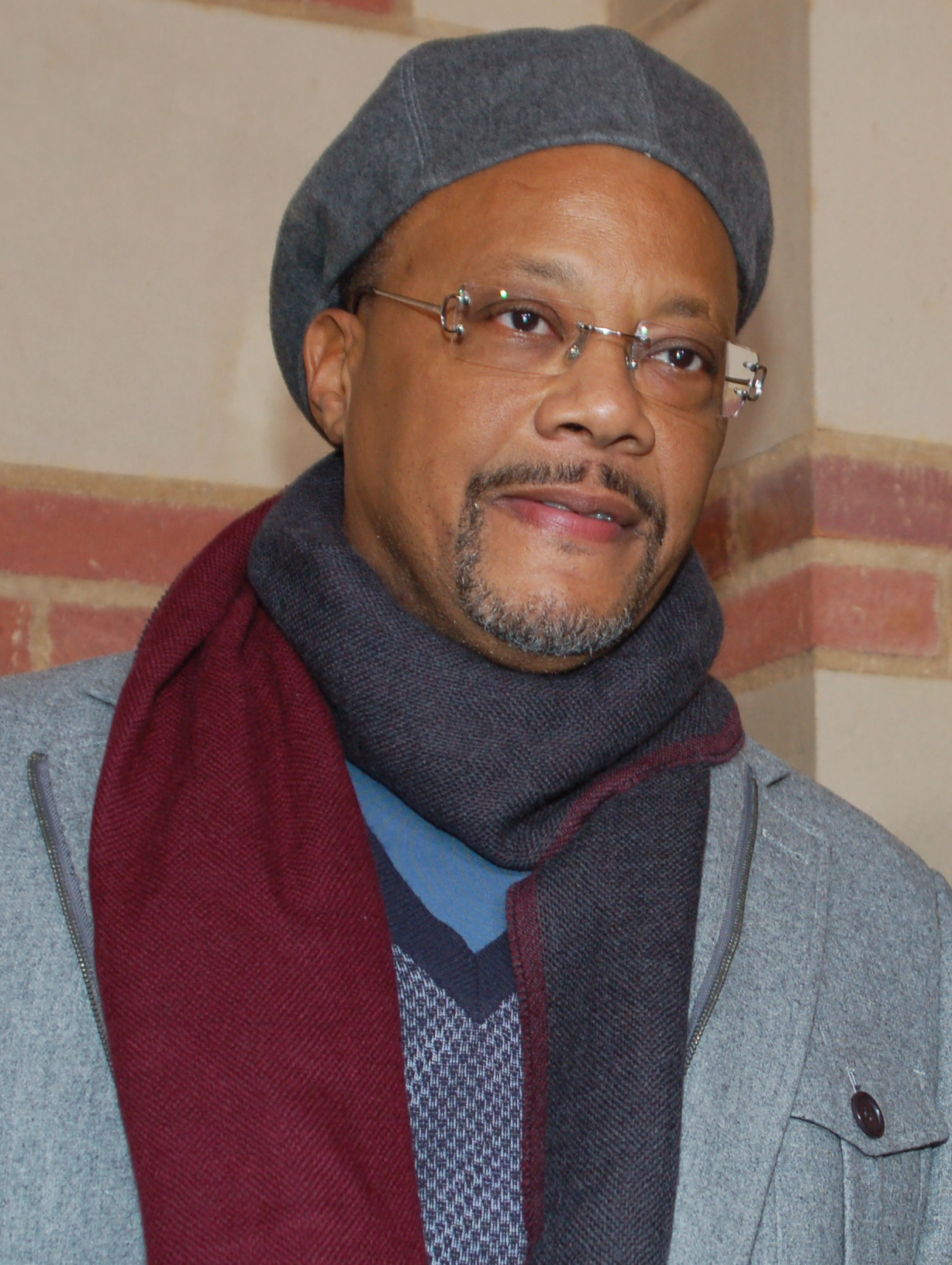
Pues fue un juez

Greg Mathis (nació 5 de abril de 1960 en Detroit, Míchigan, EE. UU.). Juez de la Trigesimosexta Corte en el Distrito de Míchigan y juez de un programa de televisión: Judge Mathis producido por Blackpearl Productions, y distribuido por Warner Brothers, el cual, se programa cinco días por semana en la mayoría de mercados de televisión en América del Norte. 
Basada en su vida se realizó una obra de teatro, "Been There, Done That" ("fui allí, hice eso"), que estuvo de gira por veintidós ciudades de los Estados Unidos. El libro de sus memorias "Inner City Miracle" ("Milagro interno de ciudad"), fue publicada por Ballantine Books.
- Datos: Q8965056
- Multimedia: Greg Mathis / Q8965056